# Euclystis manto
Euclystis manto là một loài bướm đêm trong họ Erebidae.

## Hình ảnh

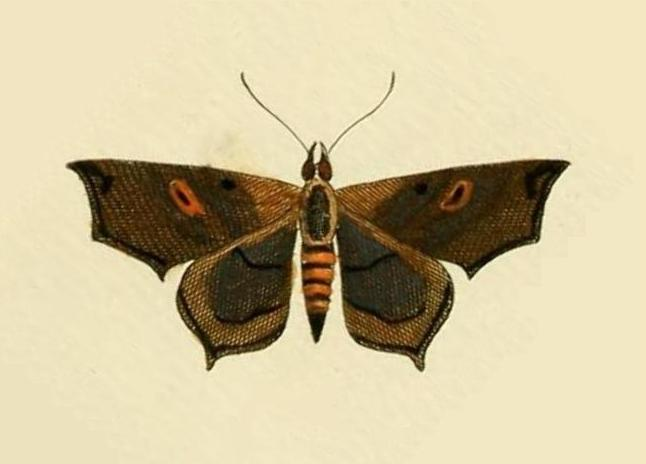